# Seciște, Șumen
Seciște (în bulgară Сечище) este un sat în comuna Novi Pazar, regiunea Șumen,  Bulgaria. 

## Demografie
Componența etnică a satului Seciște
     Turci (67,61%)
     Bulgari (26,66%)
     Romi (5,71%)
     Nicio identificare (0%)
La recensământul din 2011, populația satului Seciște era de 105 locuitori. Din punct de vedere etnic, majoritatea locuitorilor (67,61%) erau turci, existând și minorități de bulgari (26,66%) și romi (5,71%). Pentru 0% din locuitori nu este cunoscută apartenența etnică.